# The Other Zoey
The Other Zoey (bra: A Outra Zoey) é um filme estadunidense de 2023, do gênero comédia romântica, dirigido por Sara Zandieh, e estrelado por Josephine Langford, Drew Starkey e Archie Renaux. Com um roteiro de Matthew Tabak, a trama retrata a história de uma jovem mulher cuja vida é virada de cabeça para baixo quando um rapaz popular sofre amnésia e a confunde com sua namorada.
Nos Estados Unidos, o filme foi distribuído nos cinemas com um lançamento limitado em 20 de outubro de 2023 pela Brainstorm Media, além de ser lançado na Amazon Prime Video mundialmente tanto em formato de streaming quanto como vídeo sob demanda.

## Sinopse
A vida de Zoey Miller (Josephine Langford), uma estudante de ciência da computação que nunca se interessou por romances, é repentinamente transformada quando Zach MacLaren (Drew Starkey), um popular jogador de futebol universitário, sofre amnésia e a confunde com Zoey Wallace (Maggie Thurmon), sua namorada. À medida que Zoey mantém a farsa, ela conhece Miles MacLaren (Archie Renaux), o primo de Zach, com quem compartilha muitos interesses em comum. Enquanto finge ser a namorada de Zach, Zoey se vê envolvida em sentimentos por ambos e enfrenta o desafio de tomar uma decisão impossível.

## Elenco
- Josephine Langford como Zoey Miller
- Drew Starkey como Zach MacLaren
- Archie Renaux como Miles MacLaren
- Mallori Johnson como Elle
- Andie MacDowell como Connie MacLaren
- Patrick Fabian como Matt MacLaren
- Heather Graham como Paula
- Olive Abercrombie como Avery MacLaren
- Amalia Yoo como Becca
- Gabriella Saraivah como Francesca
- Maggie Thurmon como Zoey Wallace
- Jorge López como Diego
- Christie Lynn Smith como Sra. Wallace

## Produção
Em dezembro de 2021, foi anunciado que Josephine Langford, Drew Starkey e Archie Renaux foram escalados para o elenco principal do filme. Mais tarde naquele mês, foi anunciado que Andie MacDowell, Heather Graham e Patrick Fabian se juntaram ao elenco, e que a produção já havia começado na Carolina do Norte. Em janeiro de 2022, foi anunciado que Mallori Johnson, Maggie Thurmon, Jorge López, Gabriella Saraivah e Amalia Yoo também haviam sido escalados para o elenco.

## Recepção
Dennis Harvey, em sua crítica para a revista Variety, chamou o filme de "uma distração agradável o suficiente para aqueles que desejam ver os elementos típicos do gênero familiar interpretados pelos habituais atores atraentes nos cenários igualmente atraentes de sempre".
No Rotten Tomatoes, site agregador de críticas, 80% das 15 críticas do filme são positivas, com uma classificação média de 6,2/10.